# Trening asertywności
Trening asertywności – uczenie zachowań asertywnych, przeprowadzane zarówno indywidualnie jak i w grupie. Uczestnicy treningu ćwiczą wyrażanie uczuć, poglądów, postaw i życzeń w sposób bezpośredni i stanowczy, szanując opinie i prawa innych osób. Uczestnicy szkoleń uczą się odmawiania bez poczucia winy i burzenia relacji oraz radzenia sobie z presją i naciskami. 
Pionierem treningu asertywności był amerykański behawiorysta Andrew Salter, który wydał w 1949 r. pierwszą książkę na ten temat (Conditioned Reflex Therapy). Salter zajmował się leczeniem osób o tzw. „zahamowanej osobowości” i wyróżnił kilka rodzajów umiejętności, niezbędnych w przezwyciężaniu zahamowań m.in. werbalną i niewerbalną ekspresję uczuć, akceptowanie samego siebie, przeciwstawianie się innym osobom. Kolejnym prekursorem treningu asertywności był Joseph Wolpe (Psychotherapy by reciprocal inhibition, Stanford 1958), który koncentrował się na rozwiązywaniu problemów pacjentów jedynie w sytuacjach interpersonalnych.
W latach 70. i 80. w wielu krajach rozwinęły się grupowe formy treningu asertywności, przybierające najczęściej formę kursów i skierowane do różnych grup ludzi zdrowych (kobiety, dzieci, mniejszości seksualne i etniczne). Techniki treningu asertywności okazały się atrakcyjne podczas szkolenia profesjonalistów z różnych dziedzin od sprzedawcy, urzędnika do menadżera dużego przedsiębiorstwa. Trening asertywności jest częścią terapii alkoholików i członków rodzin osób uzależnionych. W Polsce trening asertywności jest częścią szkoleń audytorów, kontrolerów, pracowników obsługi Klienta i telemarketerów.